# Thomas Lipton

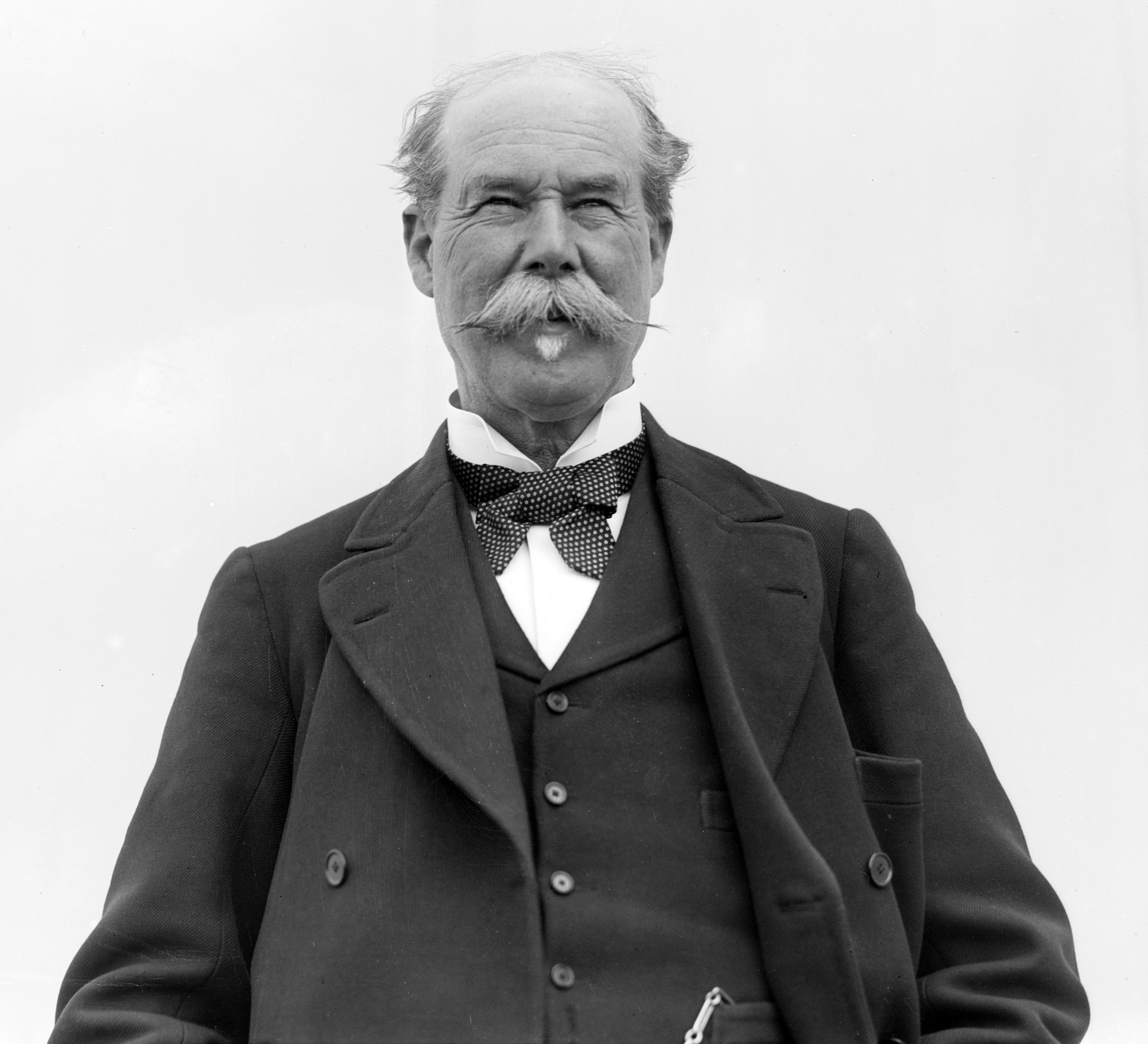
Thomas Lipton

Thomas Johnsstone Lipton född 10 maj 1850, död 2 oktober 1931 var en brittisk affärsman.
Från början arbetade han som springpojke i sin hemstad Glasgow. Efter 11 års vistelse i USA grundade Lipton en matvaruaffär i Glasgow och anlade senare liknade affärer över hela Storbritannien. Sin huvudartikel te odlade han på egna plantager på Ceylon och även andra livsmedel producerades av Lipton. Han var även en duktig seglare och deltog flera gånger i America's Cup.

## Fotnoter
1. ↑  Carlquist, Gunnar, red (1937). Svensk uppslagsbok. Bd 17. Malmö: Svensk Uppslagsbok AB. sid. 362